# 혈관외과

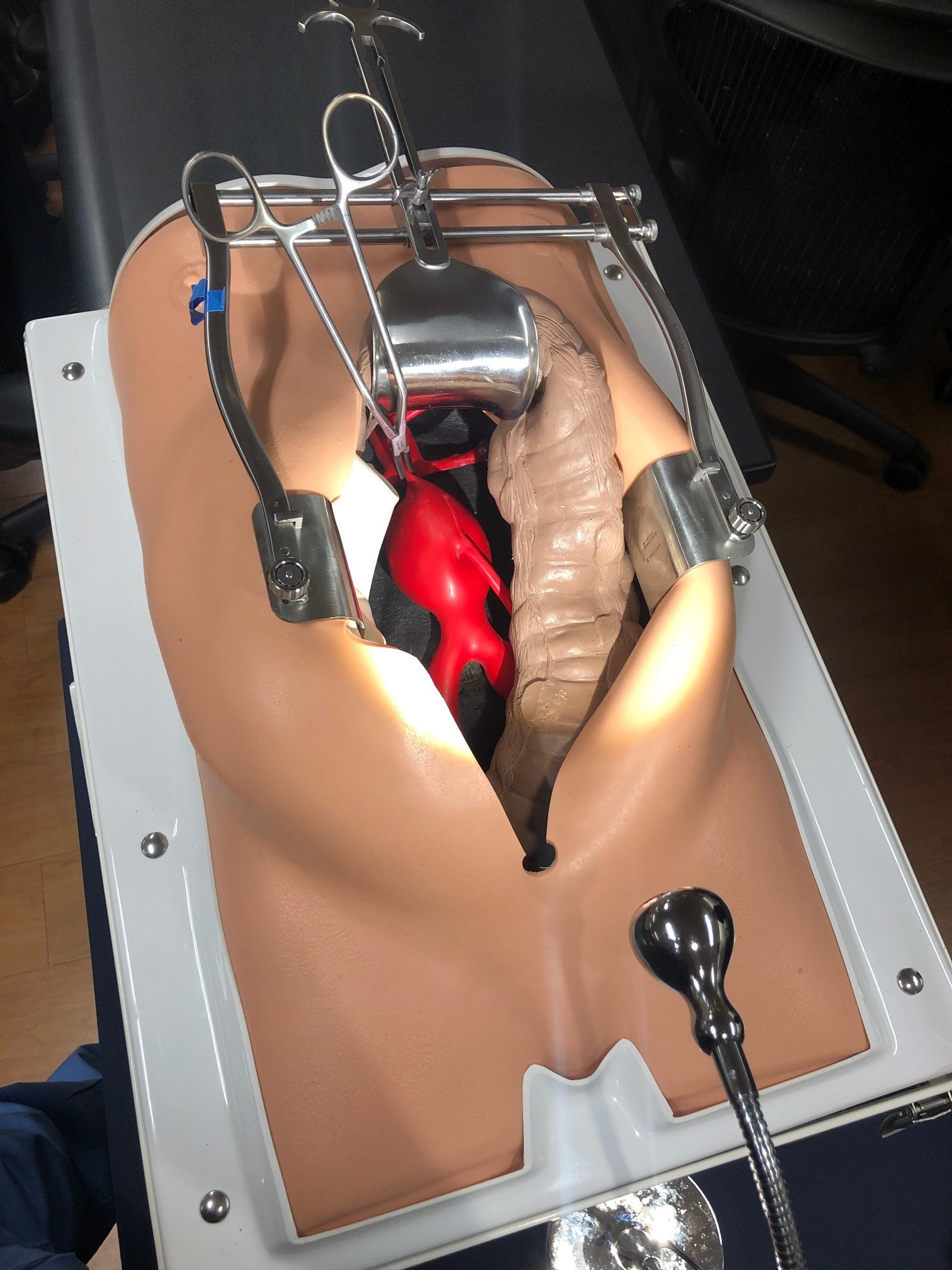

혈관외과(血管外科, 영어: vascular surgery)는 혈관질환을 다루는 외과의 세부분야이다. 장기 이식 수술을 함께 하는 경우 이식혈관외과라고도 한다. 혈관중 머리속과 흉곽내의 혈관은 각각 신경과/신경외과와 심장내과/흉부외과가 담당하고 있어 이를 제외한 모든 혈관 질환을 다루고 있다. 혈관외과는 외과, 즉 수술적 치료를 하는 분야로 인식되지만 다른 세부분야와는 달리 대응되는 내과 영역이 없기에 혈관질환을 담당하는 의학의 한분야로 보는 것이 타당할 듯 하다. 또한 최근 혈관질환의 치료에 혈관내(endovascular) 접근이 많이 도입되어 혈관외과를 영문으로는 "Vascular and Endovascular Surgery"로 표방하는 곳이 많다. 혈관외과의 영역으로는 동맥질환, 정맥질환, 림프관 질환, 혈관외상, 그리고 혈관접근로가 있다. 동맥질환에는 급성으로는 동맥 색전증 같은 질환이 대표적이며, 만성 질환으로는 동맥경화나 버거병과 같이 동맥이 좁아지고 막히는 질환과 동맥류라고하여 동맥이 늘어나는 질환이 있다. 동맥류의 대표적 질환으로는 복부대동맥류를 들 수 있다. 정맥질환으로는 급성으로 혈전증이 있고 만성적으로는 하지 정맥류를 포함하여 만성 정맥 기능 부전이 있다. 정맥 혈전증중 하지 심부정맥 혈전증은 폐색전증으로 생명을 앗아갈 수 있는 위험한 질환이며 장기적으로는 하지의 만성적인 부종과 궤양을 일으키기도 한다. 림프관 질환으로는 림프부종이 있다. 혈관접근로라는 것은 항암 치료제의 투약을 위한 피하매몰 기구나 혈액투석을 위한 동정맥루 같은 것이 대표적인 예라 할 수 있다. 이러한 혈관질환에 대해 혈관외과에서는 혈관질환에 대한 전체적인 관리를 하고, 막힌거나 좁아진 병변에 대해서는 혈관내 접근에 의해 재개통을 시키거나 수술적으로 우회로를 만들어준다. 혈관이 늘어지는 동맥류에 대해서는 혈관내 접근으로 동맥류를 배제시키거나 절제 또는 인조혈관을 이용한 혈관재건술을 시행한다.
국가마다 혈관외과의 수련은 다양해서 외과수료후 혈관외과를 세부전문으로 수련하는 경우도 있고 처음부터 혈관외과 전문의로 수련하는 경우도 있다. 우리나라의 경우 외과 전공의 4년을 수료하여 외과 전문의를 취득한 뒤 2년간의 세부전공 과정을 통해 혈관외과의사가 된다.

## 역사

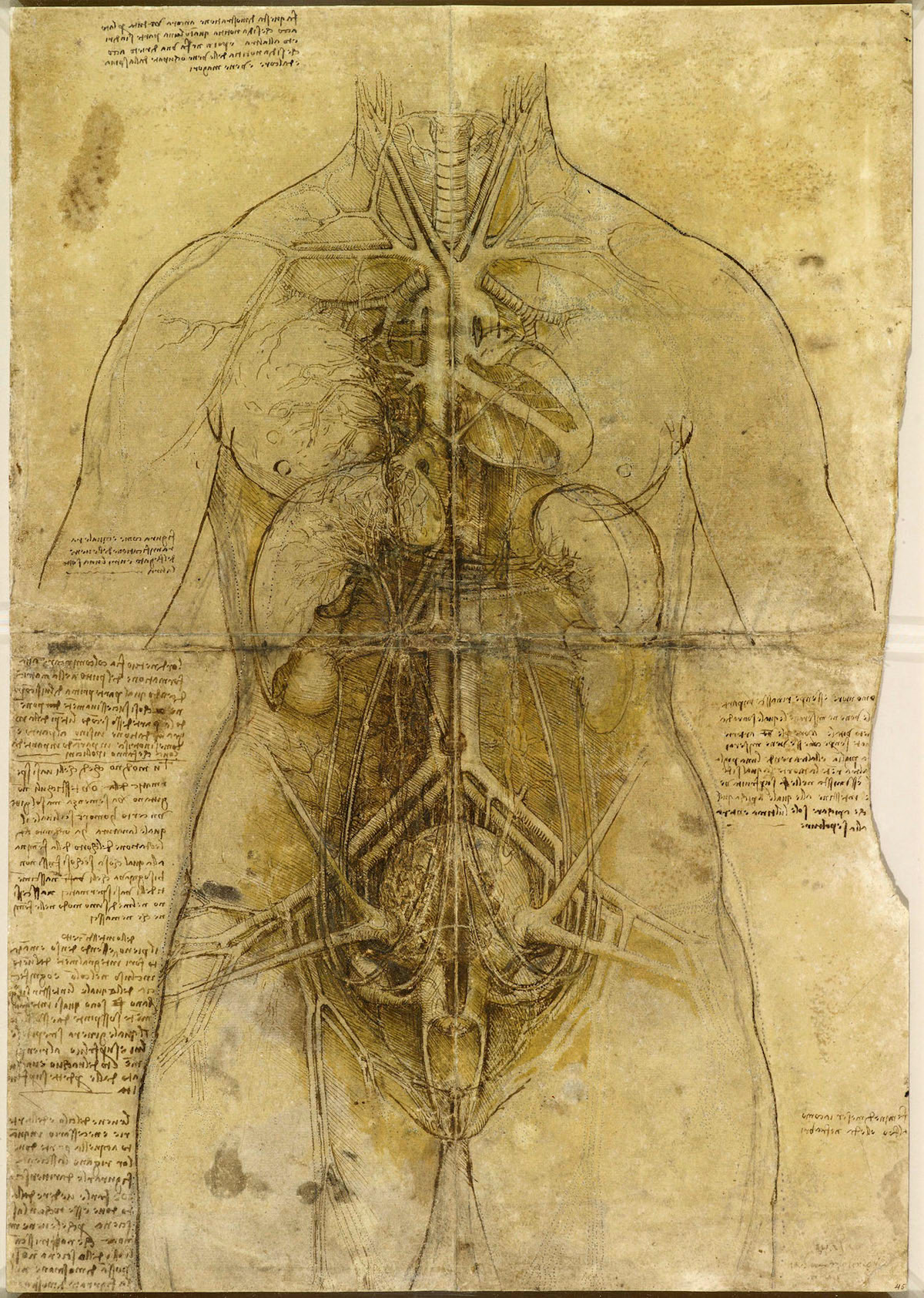
1507년 레오나르도 다 빈치가 그린 여성의 내부 장기와 혈관계에 대한 그림.

초기 수술 기법 개발로 유명한 러시아 외과의 니콜라이 코로트코프, 최소 침습 혈관 성형술(1964년)을 발명한 미국의 중재 방사선 전문의 찰스 시어도어 도터, 혈관외과가 전문 분야로 인정받는 데 기여한 호주 의사 로버트 패튼 등이 초기 혈관외과를 이끈 선구자로 꼽힌다. 샌프란시스코의 에드윈 와일리는 혈관 수술에 대한 고급 교육을 개발하고 육성하여 1970년대 미국에서 혈관 수술이 전문 분야로 인정받도록 추진한 미국의 초기 개척자 중 한 명이다. 혈관외과 분야에서 가장 유명한 역사적 인물은 혈관 봉합 기술로 1912년 노벨상을 수상한 외과의사 알렉시 캐럴이다.

### 발전
혈관외과는 1990년대 초부터 크게 발전하였으나, 당시까지는 여전히 동맥 및 정맥 수술에 기반을 두고 있었다. 현재는 수술 대신 최소 침습적 대안이 상당히 강조되고 있다. 연속적 혈관확장을 이용한 혈관 성형술을 개발한 찰스 도터 박사와 같은, 중재 방사선 전문의가 혈관외과를 초기에 개척했다.
외과의사 토마스 J. 포가티 박사는 폐색된 혈관에서 혈전을 제거하기 위해 풍선 카테터를 발명했으며, 이는 혈관 내 혈관 성형술의 최종 모델로 사용되었다. 이 기술은 중재영상의학, 혈관 수술, 중재심장학 등 다양한 분과간의 협력을 통해 이후로도 발전을 거듭했다. 이러한 혈관 수술 분야를 혈관 내 수술 또는 중재적 혈관 영상의학이라고 하며, 일부 전문의는 혈관외과 의사라는 기본 자격에 이 분야를 추가하기도 한다. 혈관 내 및 정맥 내 시술(예: EVAR)은 이제 혈관외과 진료의 대부분을 차지하기도 한다.
인체에서 가장 큰 동맥인 대동맥의 치료는 기원후 2세기에 다양한 동맥류 수술을 처음 시행한 그리스 외과의사 안틸루스(Antyllus)로 거슬러 올라간다. 현대의 대동맥 질환 치료는 마이클 드바키와 덴튼 쿨리가 처음 개발하고 발전시켰다. 1955년 드바키와 쿨리는 최초로 흉부대동맥류를 동종 이식편으로 대체하는 수술을 시행했다. 1958년, 그들은 대동맥류 수술에 혁명을 일으킨 데이크론 이식편을 사용하기 시작했다. 또한 이들은 팔머리동맥의 제방향(antegrade) 관류를 사용하여 오름대동맥을 재건하기 위한 심폐우회술을 최초로 시행했다.
드바키 박사의 동료 중 한 명인 에드워드 "테드" 디트리히 박사는 나중에 혈관 내 수술의 특징이 된 최소 침습 기법을 개척했다. 디트리히 박사는 이후 1998년 애리조나 심장병원을 설립하고 1998년부터 2010년까지 의료 책임자로 재직했다. 2000년에 디에트리히는 파열된 복부 대동맥류에 대한 최초의 혈관 내 동맥류 치료(EVAR)를 시행했다. 디트리히는 애리조나 심장병원에서 혈관 내 수술 분야의 미래 리더를 양성했다. 그 예로는 2017년 디트리히가 사망한 후 애리조나 심장병원의 MD를 역임한 벤카테시 라미아(Venkatesh Ramaiah) 등이 있다.
혈관 내 수술은 일반 외과에서 시작되었으나, 이후 특수 분과로 점차 분리되었다. 대부분의 혈관외과 전문의는 이제 혈관 수술만 전문적으로 진료하며, 마찬가지로 일반 외과의사는 더 큰 혈관 수술이나 대부분의 혈관 내 시술에 대한 교육을 더 이상 받거나 시행하지 않는다. 최근 미국에서는 전문 혈관외과 학회와 수련 프로그램에서 혈관외과를 별도의 전문 분야로 분리하여 자체 수련 프로그램, 회의 및 인증을 시행하고 있다. 주목할 만한 학회로는 미국 혈관외과학회(SVS), 호주 및 뉴질랜드 혈관외과학회(ANZSVS) 등이 있다. 지역 학회도 존재한다(예: 뉴사우스웨일스 혈관 및 멜버른 혈관외과학회(MVSA)). 더 큰 규모의 외과 학회에서는 산하에 전문 외과 학회를 적극적으로 분리하고 장려한다(예: 왕립 호주 외과의사 대학(RACS)).

### 현재
혈관 조영술, 스텐트 삽입, 비수술적 정맥류 치료 경화 요법, 정맥 내 레이저 치료를 통한 동맥 및 정맥 질환 치료는 많은 제1세계 국가에서 대수술을 대체하고 있다. 이러한 시술은 수술에 필적하는 합리적인 결과를 내며, 입원 기간이 짧고(대부분의 경우 당일 또는 하룻밤) 이환율과 사망률이 낮다는 장점이 있다. 역사적으로 중재영상의학과 전문의가 수행해 온 혈관 내 시술은 점점 능숙한 혈관외과 전문의들이 대체하고 있다. 혈관 내 동맥 시술의 내구성은 일반적으로 양호하며, 특히 노인 환자에서 발생하는 동맥 질환과 일반적으로 허혈성 심장 질환과 같은 환자의 심각한 동반 질환이 동시에 발생하는 일반적인 임상 사용의 맥락에서 볼 때 더욱 그렇다. 입원 기간 단축과 이환율 감소로 인한 비용 절감 효과는 상당하지만, 영상 장비, 전용 시술실 구축 및 인력, 임플란트 기기 자체의 높은 비용으로 인해 어느 정도 균형을 이루고 있다. 젊은 환자와 정맥 질환에 대한 이점은 아직 근거가 다소 부족하지만 환자 선호도, 의료 보험 회사 비용, 적어도 중기적으로 비슷한 효능을 입증한 임상시험에 의해 비수술 치료 선택지로 나아가는 추세가 점점 강해지고 있다.
미국의 최근 추세는 개인 혈관 수술 클리닉과 연계한 독립형 당일 혈관 조영술 시설로, 대부분의 동맥 혈관 내 사례를 편리하게 치료하고 전체 지역 사회 비용을 줄일 수 있다. 비수술 정맥 치료를 위한 유사한 비병원 치료 시설은 몇 년 동안 존재했으며 현재 많은 국가로 널리 보급되고 있다.
NHS 잉글랜드는 2018 년 영국 전역의 70 개 혈관 수술 부위를 모두 검토하여 처음으로 제대로 받기 프로그램의 일환으로 수행했다. 이 검토에서는 혈관 허브가 연간 최소 60건의 복부 대동맥류 시술과 40건의 경동맥 내막 절제술을 수행해야 한다고 명시했다. 12개 병원이 두 가지 목표를 모두 달성하지 못했고, 더 많은 병원이 목표 중 하나를 달성하지 못했다. 소수의 센터에 혈관 수술을 집중하는 프로그램이 진행 중이다.
혈관외과가 다루는 수술에는 대동맥, 경동맥, 장골, 대퇴부, 혈관 외상, 정강동맥을 포함한 하지의 동맥 수술이 있다. 메이-터너 증후군이나 정맥류와 같은 질환을 대상으로 한 정맥 수술도 혈관외과에서 다룬다. 일부 지역에서는 혈관외과가 투석 접근 수술과 이식 수술까지 포괄하기도 한다.

## 관련 학회
- 대한혈관외과학회(www.ksvs.org)
- 미국혈관외과학회/Society for Vascular Surgery (www.vascularweb.org 보관됨 2024-01-04 - 웨이백 머신)
- 유럽혈관외과학회/European Society for Vascular Surgery (www.esvs.org)

## 같이 보기
- 정맥
- 심혈관계 질환
- 심장학